# Fallon (Nevada)
Fallon è una città degli Stati Uniti, situato nella Contea di Churchill nello stato del Nevada. Nel censimento del 2000 la popolazione era di 7.536 abitanti.

## Economia
Fallon è principalmente un centro agricolo. Nonostante il clima sia arido, circa 200 km² di campi sono irrigati dal sistema di approvvigionamento Truckee-Carson Irrigation District. La coltura principale è l'erba medica. Fallon è nota per questo motivo come "Oasi del Nevada."

## Geografia fisica
Secondo i rilevamenti dell'United States Census Bureau, la località di Fallon si estende su una superficie di 7,9 km², tutti occupati da terre.

## Popolazione
Secondo il censimento del 2000, a Fallon vivevano 7.536 persone, ed erano presenti 1.877 gruppi familiari. La densità di popolazione era di 955 ab./km². Nel territorio comunale si trovavano 3.366 unità edificate. Per quanto riguarda la composizione etnica degli abitanti, l'81,32% era bianco, il 2,04% era afroamericano, il 3,40% era nativo, il 5,00% era asiatico e lo 0,37% proveniva dall'Oceano Pacifico. Il 3,40% della popolazione apparteneva ad altre razze e il 4,47% a più di una. La popolazione di ogni razza ispanica corrispondeva al 9,89% degli abitanti.
Per quanto riguarda la suddivisione della popolazione in fasce d'età, il 28,4% era al di sotto dei 18, il 10,3% fra i 18 e i 24, il 29,7% fra i 25 e i 44, il 19,4% fra i 45 e i 64, mentre infine il 12,1% era al di sopra dei 65 anni di età. L'età media della popolazione era di 32 anni. Per ogni 100 donne residenti vivevano 95,7 maschi.

## Amministrazione

### Gemellaggi
Vani

 Nuevo Casas Grandes